# Manuel Lekuona
Manuel Alejandro Lekuona Etxabeguren (Oiartzun, Guipúscoa, 9 de fevereiro de 1894 — San Sebastian, 30 de julho de 1987) foi um linguista, escritor e académico da língua basca e director da Real Academia da Língua Basca e, também, investigador da literatura oral e popular em basco.